# Breda A.14
Breda A.14 là một mẫu thử máy bay ném bom đêm hai tầng cánh, 3 động cơ. Do hãng Società Italiana Ernesto Breda thiết kế chế tạo năm 1928.

## Tính năng kỹ chiến thuật
Đặc tính tổng quan
- Kíp lái: 4
- Sức chứa: 2600kg
- Chiều dài: 15,7 m (51 ft 6 in)
- Sải cánh: 23,06 m (75 ft 8 in)
- Diện tích cánh: 148 m2 (1.590 foot vuông)
- Trọng lượng rỗng: 3.900 kg (8.598 lb)
- Trọng lượng có tải: 6.500 kg (14.330 lb)
- Động cơ: 3 × Alfa Romeo Jupiter kiểu động cơ piston bố trí tròn, 340 kW (450 hp)  mỗi chiếc

Hiệu suất bay
- Vận tốc cực đại: 190 km/h (118 mph; 103 kn)
- Thời gian bay: 6 h 30 phút
- Trần bay: 5.000 m (16.404 ft)
- Tải trên cánh: 44 kg/m2 (9,0 lb/foot vuông)

Vũ khí trang bị

- Bom: 800kg